# Dō (Kendō)

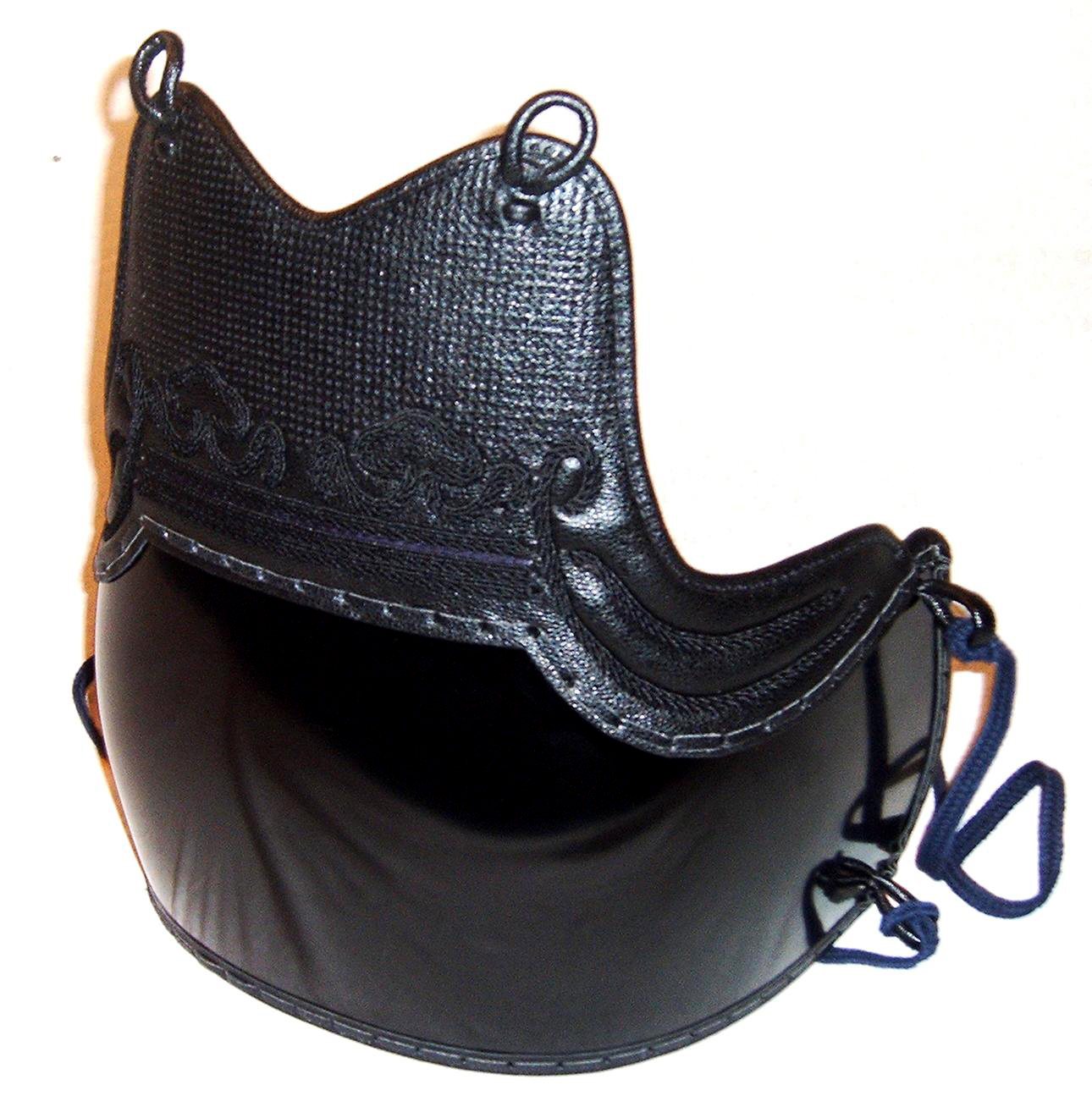
Dō

Das Dō (/⁠doː⁠/, jap. 胴) ist der Brustpanzer der Kendō-Rüstung (Bōgu). Seine Form orientiert sich am Brustschutz der Samurai-Rüstungen. Dō ist auch der allgemeine japanische Begriff für den Brustpanzer einer Rüstung.

## Geschichte
Zwischen 1750 und 1770 kamen zu den klassischen Übungsmöglichkeiten des Schwertkampfes – mit Katana oder Bokutō – das Bambus-Shinai und vermehrt Rüstungsteile hinzu. Nach Shinai und Kote wurde das Dō hinzugenommen, dessen Entwicklung Chūta Nakanishi, dem Gründer der Nakanishi-ha Ittō-ryū, zugeschrieben wird. Es folgten noch das Tare und das Men, um die Bōgu zu vervollständigen.

## Aufbau
Das Dō besteht aus zwei Teilen:

### Mune
Das Mune (胸, „Brust“) schützt die Brust vor Stößen und Hieben. Es besteht aus einer inneren Fütterung aus Wolle oder ähnlichen Materialien und zwei Außenlagen aus Rindsleder. Traditionell ist das Mune schwarz gefärbt und zum Teil mit aufwändigen Bestickungen versehen. Die am oberen Rand befestigten Lederschlaufen heißen Mune-chichi-kawa.
Heute ist es im modernen Kendō keine offizielle Trefferfläche mehr, aber früher galten Stöße (Tsuki) zum Mune als Treffer. Im Gekiken, welches noch immer in einigen Kenjutsu-Schulen trainiert wird, ist diese Trefferfläche nach wie vor zulässig.

### Dō-dai
Am unteren Rand des Mune ist das Dō-dai angenäht. Es besteht traditionell aus 43 bis 64 Bambusstreben. Die Außenseite wird mit Leder bezogen. Das kann einfaches Rindsleder sein, aber auch Hai- oder Rochenleder kommt zum Einsatz. Die Innenseite wird oft rot, die Außenseite schwarz lackiert. Es kann im Dō eine Lederschlaufe zum Aufhängen vorhanden sein. Heutige Dō-dai sind oft aus Kunststoff oder Glasfaser hergestellt, Bambus gilt aber aufgrund seiner besseren schlagabsorbierenden Eigenschaften als geeigneteres Material. Die vier Lederschlaufen an der Seite des Dō-dai werden Dō-chichi-kawa genannt. Zwei am Rücken überkreuzte Baumwollbänder (japanisch 紐 himo) halten das Dō mit Hilfe der Lederschlaufen am Oberkörper. Oft wird auf dem Dō-dai ein Mon (紋, „Zeichen“ oder „Emblem“) angebracht. Dieses Wappen kann sich heute auf den Verein, die Schule, Universität oder die Familie beziehen.

## Dō als Trefferfläche
Das Dō ist eine der Trefferflächen im Kendō. Die Schläge werden seitlich rechts (migi-dō) oder links (hidari-dō) unterhalb der Achseln etwa im Winkel der dort verlaufenden Rippen ausgeführt. Dabei wird als Kiai „Dō!“ gerufen.